# 1,2-Difluoroetà
L'1,2-difluoroetà és un hidrofluorocarbur saturat que conté un àtom de fluor unit a cadascun dels dos àtoms de carboni. La fórmula es pot escriure CH2FCH2F. És un isòmer de l'1,1-difluoroetà. Té un nom HFC de HFC-152 sense sufix de lletres.  Quan es refreda a temperatures criogèniques pot tenir diferents confòrmers, cis i trans.  En forma líquida, aquests són aproximadament igual d'abundants i es converteixen fàcilment. Com a gas, és principalment la forma cis.
En la designació HFC-152, 2 significa dos àtoms de fluor, 5 significa 5-1 o quatre àtoms d'hidrogen i 1 significa 1+1 o dos àtoms de carboni.

## Formació
L'etilè reacciona de manera explosiva amb el fluor donant una barreja d'1,2-difluoroetà i fluorur de vinil. Amb fluor sòlid reaccionarà quan es desencadena per radiació infraroja propera.

## Propietats

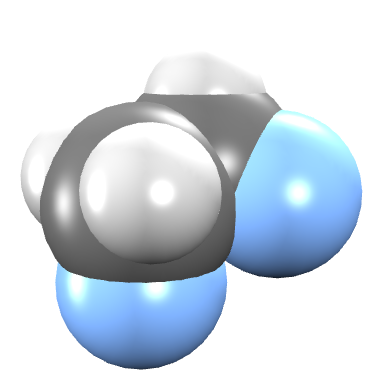
L'angle diedre FCCF en 1,2-difluoroetà és de 68° a l'estructura cristal·lina.

L'angle del diedre FCCF és d'uns 72°.  Els càlculs d'enllaç de supressió orbital d'enllaç natural mostren que l'1,2-difluoroetà prefereix la conformació cis a causa dels efectes d'hiperconjugació. Com que F és molt més electronegatiu que l'àtom C, tindrà una major densitat d'electrons per a l'orbital d'enllaç (enllaç carboni-fluor). Així, C tindrà un orbital σ* més gran, que s'estabilitza mitjançant la hiperconjugació CH. Aquests enllaços CH i les interaccions CF σ* són significatives. L'angle diedre d'uns 72° és el resultat de la disminució de l'estabilitat hiperconjugativa i la disminució de la desestabilització estèrica. La temperatura crítica és de 107,5 °C.

## Reaccions
CH2FCH2F reacciona amb el clor quan es tracta amb llum. Es formen dos productes CH2FCCl2F i CHClFCHClF. Les proporcions de cadascun depèn del dissolvent.

## Usos
L'1,2-difluoroetà s'utilitza principalment en refrigerants, 39 %; agents de bufat d'escuma, 17 %; dissolvents, 14 %; fluoro polímers, 14 %; gas esterilitzant, 2 %; propulsors d'aerosol, 2 %; congelant d'aliments, 1 %; altres, 8 %; exportacions, 3 %.

## Seguretat
L'1,2-difluoroetà és tòxic quan s'inhala o quan entra en contacte directe amb la pell. Els fluorocarburs són de 4 a 5 vegades més pesats que l'aire, de manera que tendeixen a concentrar-se a les zones baixes. Això augmenta el risc d'inhalació. L'1,2-difluoroetà és tòxic per als humans a través de diversos mecanismes. En primer lloc, com que té una alta densitat, pot desplaçar l'oxigen als pulmons provocant l'ofec. A més, els fluorocarburs inhalats fan que el miocardi es torni més sensible a les catecolamines, la qual cosa provoca arrítmies cardíaques mortals.
Quan és inhalat per rates, l'1,2-difluoroetà es converteix en fluoroacetat mitjançant el citocrom P450 i després en fluoro citrat tots dos tòxics. 100 parts per milió a l'atmosfera eren suficients per enverinar rates en 30 minuts i matar-les en quatre hores. És probable que l'1,2-difluoroetà sigui igualment tòxic per als humans.

## Destí ambiental
L'1,2-difluoroetà pot entrar al medi ambient de diverses maneres. Una de les maneres és mitjançant la volatilització dels rius i llacs. La llei de Henry estima que la vida mitjana de volatilització d'un riu model és d'unes 2,4 hores i 3,2 dies des d'un llac model.  Quan s'allibera 1,2-difluoroetà al medi ambient, acabarà a l'atmosfera. Aquí es degrada per reacció amb radicals hidroxils i oxigen.
CH2FCH2F + OH → CH2FCHF + H2O
CH2FCHF + O2 → CH2FCHFO2 radical peroxi

CH2FCHFO2 + NO → CH2FCHFO radical alcoxi

Irritant

Quan és catalitzat per àtoms de clor i oxidat per òxids de nitrogen, ⁣el producte final és HCOF que es pot descompondre encara més en HF i CO.

Inflamable

La semivida a l'aire és d'entre 140 i 180 dies.

## Control
L'1,2-difluoroetà és un gas d'efecte hivernacle quan s'allibera a l'atmosfera. Té un escalfament equivalent a 140 vegades el del diòxid de carboni. Com a tal, pot estar controlat per regulació governamental. El govern australià classifica l'1,2-difluoroetà com un gas d'efecte hivernacle sintètic exòtic.

## Seguretat química
L'1,2-difluoroetà utilitza dos pictogrames de perillositat, d'SMH.